# 오스카르 토르프

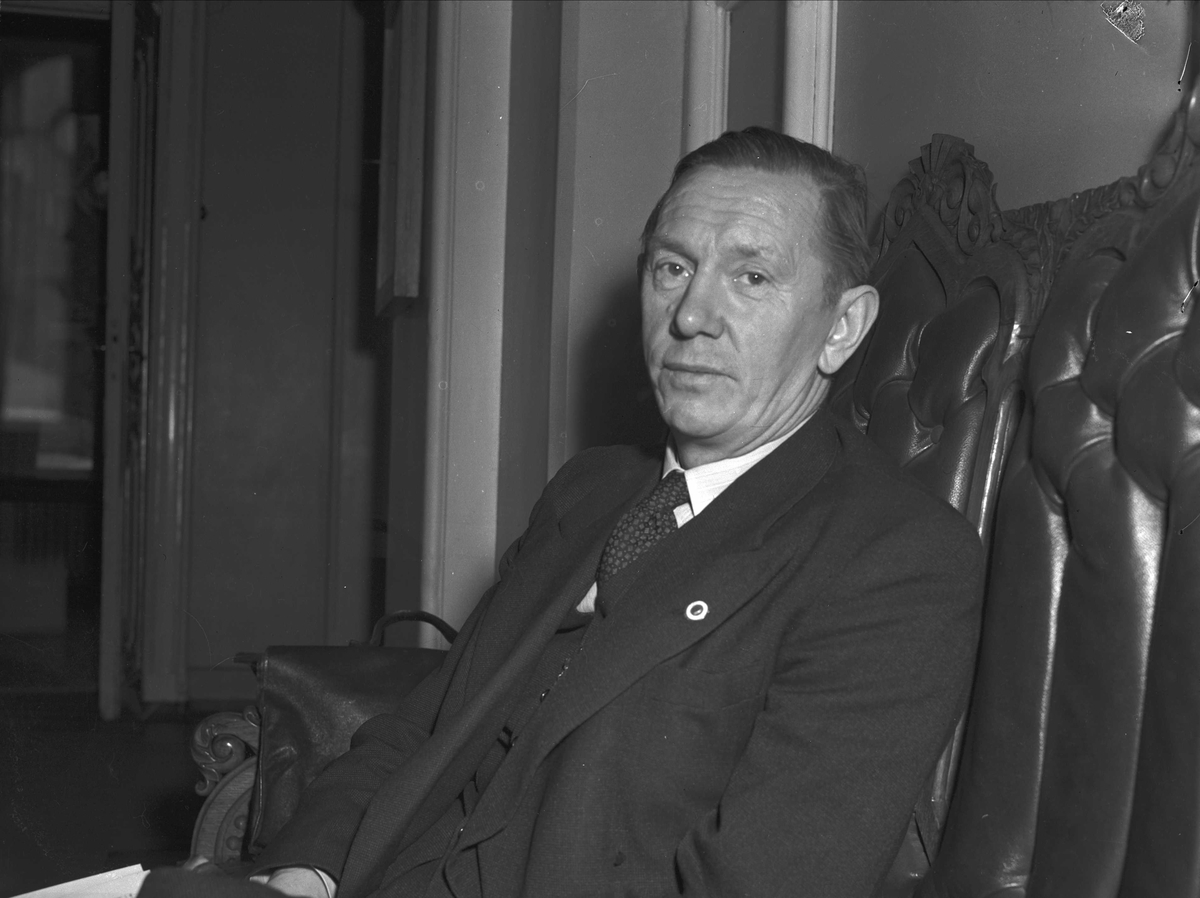
오스카르 토르프

오스카르 프레드리크 토르프(노르웨이어: Oscar Fredrik Torp, 1893년 8월 22일 베스트폴주 ~ 1958년 5월 1일 오슬로)는 노르웨이의 정치인이다. 소속 정당은 노동당이다.

## 생애
베스트폴주에 위치한 셰베르(Skjeberg) 출신이다. 1923년부터 1945년까지 노동당 당수를 역임했으며 1935년부터 1936년까지 오슬로 시장을 역임했다. 1935년부터 1936년까지 요한 뉘고르스볼 내각에서 국방부 장관 권한대행을 역임했고 1936년부터 1939년까지 사회부 장관, 1939년부터 1942년까지 재무부 장관을 역임했다.
1942년부터 1945년까지 영국 런던 주재 노르웨이 망명 정부에서 국방부 장관을 역임했으며 1945년부터 1948년까지 노르웨이 공급재건부 장관을 역임했다. 1951년 11월 9일부터 1955년 1월 22일까지 노르웨이의 총리를 역임했고 1955년부터 1958년까지 노르웨이 의회 의장을 역임했다.